# ジョージ・ラムゼイ (第8代ダルハウジー伯爵)
第8代ダルハウジー伯爵ジョージ・ラムゼイ（英語: George Ramsay, 8th Earl of Dalhousie、1787年11月4日没）は、スコットランド貴族。1774年から1787年までスコットランド貴族代表議員を務めた。

## 生涯
ラムゼイ卿ジョージ（George Ramsay, Lord Ramsay、1700年ごろ – 1739年5月25日、第6代ダルハウジー伯爵ウィリアム・ラムゼイの息子）と妻ジーン（Jean、旧姓モール（Maule）、1769年4月22日没、ハリー・モール閣下の娘）の息子として生まれた。1757年、法廷弁護士会に入会した。
1764年1月29日に兄チャールズが死去すると、ダルハウジー伯爵位を継承、1774年から1787年までスコットランド貴族代表議員を務めた。1775年2月27日にスコットランド警察卿（Lord of Police）に任命され、1782年に警察卿委員会が廃止されるまで務めた。1777年から1782年までスコットランド教会総会への勅使を務めた。
フリーメイソンの一員であり、1767年から1769年までスコットランド・グランドロッジのグランドマスターを務めた。
1782年に母の兄弟にあたる初代パンミュア伯爵ウィリアム・モールが死去すると、その遺産を継承した。
1787年11月15日にフランス王国のアブヴィルで死去、長男ジョージが爵位を継承した。パンミュア伯爵から継承した遺産については次男ウィリアムが継承した。

## 家族
1767年7月30日、エディンバラでエリザベス・グレン（Elizabeth Glen、1739年ごろ – 1807年2月17日、アンドルー・グレンの娘）と結婚、7男5女をもうけた。
- ジェーン（1768年5月20日 – 1768年9月11日[2]）
- エリザベス（1769年9月6日 – 1848年6月13日） - 1786年4月13日、第5代準男爵サー・トマス・モンクリーフと結婚、子供あり[2]
- ジョージ（1770年10月23日 – 1838年3月21日） - 第9代ダルハウジー伯爵
- ウィリアム（1771年10月27日 – 1852年4月13日） - 初代パンミュア男爵
- ジェームズ（1772年10月4日 – 1837年11月15日） - 陸軍軍人、生涯未婚[2]
- ルシンダ（Lucinda、1812年6月15日没[2]）
- ジョン（1775年4月21日 – 1842年6月28日） - 陸軍軍人。1800年4月19日、メアリー・デライル（Mary Delisle、1843年10月28日没、フィリップ・デライルの娘）と結婚、8男6女をもうけた[2]。第12代ダルハウジー伯爵ジョージ・ラムゼイ（英語版）の父[2]
- アンドルー（1776年5月6日 – 1848年4月2日） - 1800年1月20日、レイチェル・クック（Rachel Cook、1856年6月14日没、ジェームズ・クックの娘）と結婚、子供あり[2]
- ヘンリー（1808年7月24日没） - イギリス東インド会社海軍の軍人。子供なし[2]
- ジョージアナ（1779年2月1日 – 1794年5月17日[2]）
- メアリー（1780年6月21日 – 1866年4月1日） - 1801年4月29日、ジェームズ・ヘイ（James Hay、1822年10月12日没）と結婚[2]
- デイヴィッド（1782年12月27日 – 1801年9月5日） - 陸軍軍人、生涯未婚[2]